# Erwerbslosenproteste
Erwerbslosenproteste oder Arbeitslosenproteste sind Protestbewegungen von Arbeitslosen. Ihre Forderungen variieren, gemeinsam ist der Protest gegen den sozialen Ausschluss durch Arbeitslosigkeit.

## Geschichte und Phänomene
Als politische Folge massenhafter Erwerbslosigkeit artikulierten seit der Industrialisierung immer wieder Erwerbslosenproteste. Oftmals traten diese Infolge von Wirtschaftskrisen auf. In Paris waren Erwerbslose maßgeblicher Träger der Revolution von 1848, sie setzten die Einrichtung staatlicher Nationalwerkstätten durch. Eine globale Welle von Erwerbslosenprotesten brachte die Weltwirtschaftskrise seit 1929. Erwerbslose forderten nun staatliche Konjunkturpolitik, wie sie in den USA mit dem New Deal schließlich auch umgesetzt wurde. In Deutschland dagegen wurden ähnliche Programme, etwa der WTB-Plan der Sozialdemokratie, nicht umgesetzt – erst das NS-Regime beseitigte durch Zwangsarbeit im Reichsarbeitsdienst und Aufrüstung die Arbeitslosigkeit. In der Weltwirtschaftskrise wurden Erwerbslosenproteste oft von Organisationen der Arbeiterbewegung getragen, etwa Gewerkschaften, aber auch von sozialistischen, sozialdemokratischen und Kommunistischen Parteien. 
Nicht selten jedoch fühlten sich Erwerbslose von der Arbeiterbewegung nicht vertreten und artikulierten sich als eigenständige soziale Bewegung – die letzten großen Erwerbslosenproteste in Deutschland waren die Montagsdemonstrationen von 2004, hauptsächlich in ostdeutschen Städten aktiv und gegen die Folgen der Deindustrialisierung der ehemaligen DDR gerichtet.
Im Rahmen der Eurokrise seit 2007 entstanden insbesondere in den Krisenländern Griechenland, Italien und Spanien neue Erwerbslosenproteste, die sich gegen die Politik der Austerität in der EU wandten.